# 利斯堡 (阿拉巴马州)
利斯堡（英文：Leesburg），是美国阿拉巴马州下属的一座城市。面积约为6.42平方英里（约合16.62平方公里）。根据2010年美国人口普查，该市有人口1,027人，人口密度为160.07/平方英里（约合61.79/平方公里）。